# Jang Woo-young
Jang Woo-young (장우영?, 張祐榮?, Jang U-yeongLR, Chang U-yŏngMR; Pusan, 30 aprile 1989) è un cantante e attore sudcoreano, membro del gruppo musicale 2PM.

## Biografia
Jang Woo-young nasce a Pusan, frequenta la Gumsung High School e studia danza presso la Seul School for the Arts; nel 2009 inizia a frequentare la Howon University. Il padre, un ex ufficiale governativo molto conservatore, era contrario al sogno del figlio di fare il cantante, e si è opposto a questa decisione fino a quando Jang Woo-young non ha firmato il contratto con la JYP Entertainment. Il 4 settembre 2008, insieme ad altri sei membri, Jang Woo-young debutta nel gruppo 2PM con il singolo 10 Out of 10 estratto dal primo EP Hottest Time of the Day.
Oltre alle attività del gruppo, Jang Woo-young porta avanti anche altri progetti. Insieme a Taecyeon, suo compagno nei 2PM, conduce il programma musicale trasmesso da SBS Inkigayo dal 26 luglio 2009 all'11 luglio 2010. Dal 2 febbraio 2010 al 3 agosto 2010, quando lascia il programma per dedicarsi al primo concerto dei 2PM, è presentatore ausiliario nel talk show condotto da Kim Seung-woo Win Win, in onda su KBS, per il quale riceve molti commenti positivi. Alla fine di agosto viene annunciato il suo probabile debutto come attore nel drama televisivo Dream High: il ruolo del ballerino Jason, uno dei protagonisti, viene confermato il 28 ottobre seguente, quando ha inizio la pre-produzione, mentre la serie va in onda a partire da gennaio 2011. A luglio 2011 allena Kim Gyu-ri in Dancing With the Stars e a settembre ha un'apparizione cameo nel film televisivo Human Casino insieme a Suzy, mentre fa da modello con Taecyeon per la collezione autunnale della linea di abbigliamento Evisu. Inoltre, nei due tour dei 2PM nel corso dell'anno, esegue un duetto scritto da Junho, Move On, per il quale crea coreografia e costumi: il brano viene in seguito inserito nella versione limitata B della compilation 2PM Best: 2008–2011 in Korea, pubblicata il 14 marzo 2012 in Giappone. A febbraio 2012 fa da modello per la collezione primavera-estate di Evisu e il 26 giugno viene annunciato tra i modelli di Reebok Classic. L'8 luglio esce il suo primo EP da solista, intitolato 23, Male, Single.
Nel 2013 Jang Woo-young collabora al terzo album coreano dei 2PM, Grown, con un brano da solista per la Grand Edition, intitolato This is Love: per la canzone scrive testo e arrangiamento, e collabora con Hong Ji-sang e Han Jae-sung per la musica. Il 3 gennaio 2014 entra nel varietà Uri gyeolhonhaess-eo-yo insieme a Park Se-young: con lei registra un duetto, intitolato Two Hands Clasped, per il quale scrive la musica, e che viene pubblicato il 9 giugno. Lo stesso giorno, esce anche il singolo Fireflies' Glow di lel, al quale Jang Woo-young partecipa prestando la voce; pochi giorni dopo, diventa il volto del marchio di cosmetici naturali Recipe Cosmetics. Dopo nove mesi di partecipazione al programma, il 13 settembre viene trasmesso l'ultimo episodio di Uri gyeolhonhaess-eo-yo con Park Se-young e Jang Woo-young. Pochi giorni dopo esce l'album Go Crazy, la cui Grand Edition contiene Superman: il duetto inedito con Jun. K vede Jang Woo-young collaborare alla stesura del testo.
A marzo 2015 debutta come solista in Giappone con l'album singolo R.O.S.E, preceduto a febbraio da un tour di concerti a Tokyo, Osaka e Aichi. Pubblica due video musicali per le tracce R.O.S.E e Happy Birthday, e, ad aprile, il video della versione coreana di R.O.S.E. Il 19 aprile 2017 pubblica un EP giapponese, Party Shots, trainato dal brano omonimo e contenente altre cinque canzoni, tutte da lui composte, che pubblicizza con un tour dal 5 al 29 aprile. L'11 ottobre fa seguito il secondo EP giapponese Mada boku wa... (まだ僕は...?) promosso con il brano omonimo, che lo stesso giorno viene pubblicato anche in coreano, con il titolo It's the Same (똑같지 뭐?, Ttokgatji mwoLR), come singolo digitale.

## Discografia

### In Corea del Sud
EP / Mini-Album
- 2012 – 23, Male, Single
- 2018 – Bye

Singoli
- 2015 – R.O.S.E
- 2017 – It's the Same
- 2018 – 뚝 (Quit)

Collaborazioni
- 2010 – This Christmas (con gli altri artisti della JYP Entertainment)
- 2011 – Dream High (Dream High – con Taecyeon, Suzy, Kim Soo-hyun e JOO)
- 2012 – Classic (per Reebok Classic, con Taecyeon e Suzy)
- 2014 – Two Hands Clasped (con Park Se-young)
- 2014 – Fireflies' Glow (con lel)

### In Giappone
EP
- 2017 – Party Shots
- 2017 – Mada boku wa...

Singoli
- 2015 – R.O.S.E
- 2017 – Party Shots

## Filmografia
- Dream High – serie TV, 16 episodi (2011)
- Human Casino, regia di Kim Sung-yoon – film TV (2011) – cameo
- The Miracle – miniserie TV (2013)

## Videografia
- 2013 – Sexy Lady
- 2015 – R.O.S.E
- 2015 – Happy Birthday
- 2015 – R.O.S.E (versione coreana)
- 2017 – Party Shots
- 2017 – 똑같지 뭐 (It's The Same)
- 2018 – Going Going (versione coreana)
- 2018 – 뚝 (Quit)
- 2018 – Party Shots (versione coreana)
- 2018 – Don't Act

Oltre che nei videoclip dei 2PM e in quello di Classic, Jang Woo-young è apparso anche nei seguenti video:
- 2010 – This Christmas, parte della compilation della JYP Entertainment

## Riconoscimenti
Di seguito, i premi ricevuti solo da Jang Woo-young. Per i premi ricevuti insieme ai 2PM, si veda Premi e riconoscimenti dei 2PM.
- 2012 – Golden Disk Awards[29]
  - Nomination – Disk Album Award per 23, Male, Single.
  - Nomination – MSN Southeast Asia Award per 23, Male, Single.
  - Nomination – MSN International Award per 23, Male, Single.
  - Nomination – Popularity Award per 23, Male, Single.
- 2012 – SBS MTV Best of the Best[30]
  - Vinto – Best Male Soloist.
- 2012 – Allkpop Awards
  - Nomination – Best Male Solo.
- 2012 – Eat Your Kimchi Awards[31]
  - Nomination – Nastiest Dance per "Sexy Lady".
- 2012 – Philippine K-Pop Awards
  - Nomination – Hottest Male Artist.
- 2013 – YinYueTai V-Chart Awards
  - Vinto – Best Korean New Solo Artist.

## Doppiatori italiani
Nelle versioni in lingua italiana dei suoi film, Jang Woo-young è stato doppiato da:
- Federico Zanandrea in Dream High.